# Lao động (kinh tế học)
Lao động, trong kinh tế học, được hiểu là một yếu tố sản xuất do con người tạo ra và là một dịch vụ hay hàng hóa. Người có nhu cầu về hàng hóa này là người sản xuất. Còn người cung cấp hàng hóa này là người lao động. Cũng như mọi hàng hóa và dịch vụ khác, lao động được trao đổi trên thị trường, gọi là thị trường lao động. Giá cả của lao động là tiền công thực tế mà người sản xuất trả cho người lao động. Mức tiền công chính là mức giá của lao động.

## Nhu cầu về lao động

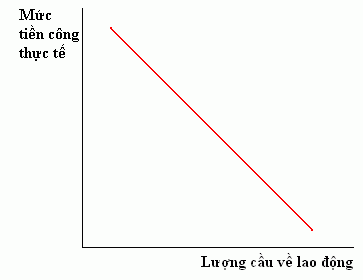
Đường cầu lao động dốc xuống.

Lao động là một yếu tố sản xuất. Người sản xuất là người có nhu cầu về lao động và mang mục tiêu tối đa hóa lợi nhuận sẽ tuyển nhiều lao động hơn nếu mức tiền công thực tế giảm (giả định là quá trình sản xuất cần hai yếu tố là tư bản và lao động đồng thời hai yếu tố này có thể thay thế cho nhau). Nói cách khác, lượng cầu về lao động sẽ giảm nếu mức giá lao động tăng. Vì thế đường cầu về lao động là một đường dốc xuống. (Xem thêm Mệnh đề số 1 của kinh tế học cổ điển)

## Cung cấp lao động

### Tầm vĩ mô

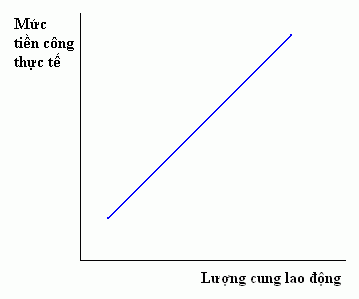
Đường cung lao động trong quan điểm của kinh tế học cổ điển.

Kinh tế học cổ điển cho rằng mức tiền công thực tế càng cao thì lượng cung về lao động càng tăng. Đường cung về lao động vì thế là một đường dốc lên. (Xem thêm Mệnh đề số 2 của kinh tế học cổ điển)

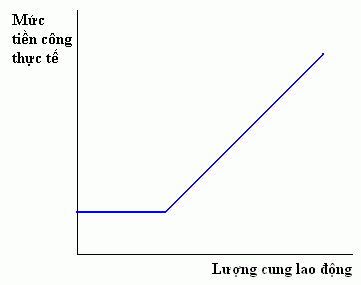
Đường cung lao động theo quan điểm của kinh tế học Keynes

Còn kinh tế học Keynes cho rằng trong ngắn hạn, người lao động ít điều kiện tìm được việc làm và do đó ít điều kiện mặc cả tiền công. Do đó, trong ngắn hạn, lượng lao động cân bằng là lượng do nhà sản xuất quy định. Người lao động phải chấp nhận lượng đó bất kể mức tiền công ra sao. Nói cách khác, trong ngắn hạn, lượng cung lao động không phản ứng với mức tiền công thực tế, nên đường cung nằm �ngang hoàn toàn. Trong dài hạn, đường cung sẽ dốc lên.

### Tầm vi mô

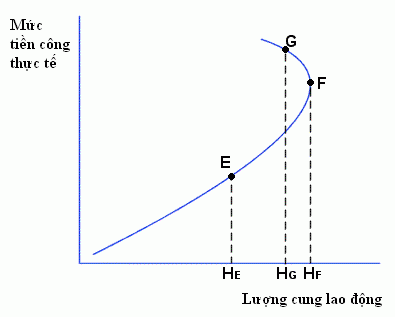
Đường cung lao động theo quan điểm của kinh tế học tân cổ điển

Kinh tế học tân cổ điển cho rằng đường cung lao động vi mô là một đường uốn ngược. Người ta cần cả lao động để có thu nhập sinh tồn lẫn cả nghỉ ngơi vì nhiều lý do. Vì số giờ trong ngày là không đổi, nếu số giờ lao động nhiều thì số giờ nghỉ ngơi sẽ ít. Nói theo kinh tế học, là có sự đánh đổi giữa lao động (và do đó là thu nhập) và nghỉ ngơi. Khi mức thu nhập thấp, người ta phải lao động và hy sinh sự nghỉ ngơi. Vì thế khi tiền công thực tế ở một khoảng thấp nhất định, đường cung dốc lên. Tuy nhiên, khi thu nhập cao hơn, người ta lại thấy cần nghỉ ngơi nhiều hơn. Tiền nhiều chẳng để làm gì nếu không có lúc nào tiêu dùng chúng. Vì thế, tiền công thực tế càng cao, thì lượng cầu về lao động (đo bằng số giờ) lại giảm đi. Kết quả là có một đường cung lao động uốn ngược. (Xem thêm Đường cung lao động uốn ngược).

## Thị trường lao động
Thị trường lao động là một bộ phận của hệ thống thị trường, trong đó diễn ra quá trình trao đổi giữa một bên là người lao động tự do và một bên là người có nhu cầu sử dụng lao động. Sự trao đổi này được thoả thuận trên cơ sở mối quan hệ lao động như tiền lương, tiền công, điều kiện làm việc...thông qua một hợp đồng làm việc bằng văn bản hay bằng miệng

## Giá cả lao động
Giá cả lao động (gọi một cách chính xác là giá cả của hàng hóa sức lao động) là toàn bộ số lượng tiền tệ mà người sử dụng lao động trả cho người lao động phù hợp với lượng giá trị sức lao động mà người đó đã cống hiến, phù hợp với cung cầu về lao động trên thị trường lao động.
Toàn bộ số lượng tiền tệ nói đến ở đây là sự thỏa thuận giữa người sử dụng lao động và người lao động. Đó là tiền lương (tiền công) danh nghĩa. Lượng tiền này chưa phản ánh mức sống của người lao động vì còn phụ thuộc vào yếu tố giá cả tại thời điểm và khu vực mà người đó tiêu dùng.
Số lượng tư liệu sinh hoạt và dịch vụ mà người lao động có thể trao đổi (mua) được từ số lượng tiền có thể sử dụng (tiền lương danh nghĩa sau khi trừ đi các khoản thuế, bảo hiểm, chi phí khác theo quy định) là tiền lương thực tế. Khi đó, mức sống của người lao động được đánh giá thông qua tiền lương thực tế.